# Tachó
Tachó fue la marca comercial de dos prototipos de microcoche que fabricó la empresa Garaje Tachó,  (Antonio Tachó) en Manresa, Bages, Barcelona, entre 1950 y 1953. Aquellos dos microcoches, llamados Ballena y Coca, fueron los predecesores de la marca PTV, la cual nació como resultado de la asociación de Mauricio Perramon Font, los hermanos Tachó (Antoni y Guillem) y Josep Vila Llobet.
En 1932, Antoni Tachó i Pedrós fundó en Manresa el Garaje Tachó, un taller de reparación de automóviles y motocicletas que con los años se convirtió en agencia oficial Montesa y concesionario Renault . Cuando su hermano Guillem -quien se había formado en los talleres Salomó de Mataró y en la Hispano Suiza de Barcelona- se incorporó al negocio, ambos empezaron a diseñar y fabricar carburadores, accesorios, repuestos y especialmente gasógenos, los cuales comercializaban con las marcas "Tachó" y "Titán". 
Aprovechando el ingenio de Guillermo, los Tachó emprendieron la construcción de su primer prototipo de vehículo. Diseñado inicialmente como triciclo (dos ruedas delante y una detrás), antes de terminar su desarrollo decidieron hacerlo de cuatro ruedas. Era un coche más bien pequeño, pero su elegante carrocería y sus formas le hacían parecer mayor, hasta el punto de que lo llamaron "Ballena". Iba equipado con un motor trasero boxer de dos tiempos y 648 cc refrigerado por aire con doble carburador que entregaba 18 CV a 4.000 rpm .  Entre los meses junio y agosto de 1950 el coche fue registrado y matriculado en Barcelona, -con la intervención del Ingeniero Vicente Pigem Serra-, con el número de placa B-80347,  y pronto se convirtió en el vehículo familiar de los Tachó: la familia lo utilizaba incluso para desplazarse a Alicante, de vacaciones, y en alguna ocasión le hicieron participar en alguna competición deportiva comarcal, consiguiendo buenos resultados.
En 1953, los Tachó - que eran 3 hermanos-  iniciaron el diseño y fabricación de su segundo prototipo, esta vez de dimensiones algo más pequeñas y equipado con un motor monocilíndrico de 247 cc y 13 CV con 3 velocidades y marcha atrás (por inversor), al que llamaron Coca. Aunque estéticamente más sencillo que su antecesor, el Coca resultó ser un coche utilitario llamativo y exitoso en las carreras, por lo que pocos años después fue la base del futuro PTV. Durante noviembre de 1953 fue matriculado en Barcelona, con el número de placa B-86282, y con él se participó también en pruebas deportivas. Fue poco después cuando el empresario textil Maurici Perramon  y  Josep Vila - carnicero de profesión y gran aficionado a la motocicleta- propusieron a los hermanos Tachó (Antoni y Guillem, pues Josep siguió sus pasos en su propio taller de electricidad del automóvil), producir en serie ese coche para venderlo con marca propia. Todos ellos llegaron a un acuerdo y en 1956 fundaron la empresa Automóviles Utilitarios, SA (AUSA), que fabricó los recordados PTV en Manresa hasta 1963. 